# Anne Maheshi De Silva
Anne Maheshi De Silva (ur. 15 listopada 1973) – lankijska lekkoatletka, która specjalizowała się w rzucie oszczepem.
Dwukrotna brązowa medalistka mistrzostw Azji - w 2003 oraz 2005 roku. W 2006 roku zajęła 11. miejsce w finale podczas igrzysk wspólnoty narodów. Wielokrotna rekordzistka i mistrzyni Sri Lanki w rzucie oszczepem. Rekord życiowy: 55,62 (9 grudnia 2006, Doha).